# おやすみなさいは一度だけ
『おやすみなさいは一度だけ』シリーズは、アスガルドがBOOST ONレーベルで販売している「強制安眠導入」を謳ったCDオーディオソフトである。全年齢向け。

## 概要
『おやすみなさいは一度だけ』シリーズは、『いっしょに寝るの!』と『おひざで寝るの!』の2つのサブシリーズで構成されており、各サブシリーズは春夏秋冬の四作品で構成されている。
『いっしょに寝るの!』サブシリーズのタイトルには「notturno」(夜想曲)が、『おひざで寝るの!』サブシリーズには「intermezzo」(間奏曲)が含まれている。
また、各作品のタイトルにはイタリア語で春夏秋冬を意味する単語が、春の作品には「primavera」(春)、夏の作品には「estate」(夏)、秋の作品には「autunno」(秋)、冬の作品には「inverno」(冬)のように含まれている。
登場人物はヒロインの女の子のみで、リスナーの耳元に語りかける構成となっている。また、タイトルに「おひざで寝るの!」が含まれる作品では「耳掃除」と称してASMRの技法が用いられている。BGMの使用も最小限に抑えられていて、使用されている場面でも微かに聞こえる程度となっている。シリーズの主人公（リスナー）は、各作品を通じて同一人物とみなされ、柊東（ひいらぎひがし）高等学校2年生の男子という設定となっている。
特徴として、ダミーヘッドを使ったバイノーラル録音で収録されており、耳元に息づかいを感じるように制作されている。そのため、各パッケージ裏面説明書きには、ヘッドフォンの使用を推奨する旨の記載がある。

## 『いっしょに寝るの!』シリーズ
ヒロインの名前の一部は、春夏秋冬を意味する単語の駄洒落となっている。
春→スプリング→泉→平泉、夏→夏き→菜月、秋→オータム→オータムつみ→太多睦美、冬→ウインター→ウインた→勝・た・→勝土岐たみ代

### いっしょに寝るの! (primavera notturno)
ヒロイン：平泉あおい(CV/浅倉杏美)。柊東高校2年。文芸部所属。主人公の幼馴染み。
シチュエーション：春。主人公の自宅で留守番を任されていた あおい と帰宅した主人公が一緒に昼寝をする。
収録トラック
- 1. 幼馴染が部屋にいた
- 2. お悩み相談？それとも愚痴？
- 3. その名は桜餅太郎
- 4. 思い出話と優しい吐息
- 5. ずっととなりにいさせてね……

規格品番：BOOST-032

### いっしょに寝るの! (estate notturno)
ヒロイン：狭間菜月(CV/東山奈央)。柊第二中学三年。主人公の妹。
シチュエーション：夏の夜、菜月が主人公の部屋にやって来て一緒に過ごす。
収録トラック
- 1. くっついてねたいの!
- 2. ちいさくないもん!
- 3. こわくないもん! - このトラックには怪談が含まれるため、安眠用に使用する場合には要注意。
- 4. ねかしつけてあげる!
- 5. わたしだけのおにいちゃん……

規格品番：BOOST-033

### いっしょに寝るの! (autunno notturno)
ヒロイン：太多睦美(CV/安済知佳)。柊東高校三年。文化祭実行委員の先輩。
シチュエーション：秋の文化祭の準備で学校に居残った睦美が間違って男子用仮眠室で寝ている主人公の布団に入ってしまう。
収録トラック
- 1. あれあれ？
- 2. いっしょに寝ようか？
- 3. 癒し系？
- 4. お互いの事をもっと良く知ろう？
- 5. ご趣味はなんですか？
- 6. 嫌じゃないんでしょ？
- 7. 背中向けて寝るなんて寂しいでしょ？

規格品番：BOOST-034

### いっしょに寝るの! (inverno notturno)
ヒロイン：勝土岐たみ代(CV水橋かおり)。柊東高校2年。主人公のクラスメート。
シチュエーション：冬。風邪を引いて学校を休んだ たみ代の家に主人公がノートのコピーとプリントを届けに来た。
収録トラック
- 1. いっしょに......寝て下さい......
- 2. なんで......黙っているんですか......
- 3. この話......するつもりじゃ無かったのに......
- 4. せきにん......とってくださいね......

規格品番：BOOST-035

## 『おひざで寝るの!』シリーズ
ヒロインの名前の一部は、枕草子の第一段から取られている。
春はあけぼの→明保野、夏は夜→夜→星夜、秋は夕暮れ→夕暮→暮夕→木暮夕奈、冬はつとめて→つとめ

### おひざで寝るの! (primavera intermezzo)
ヒロイン：明保野爽香(CV/丹下桜)。お嬢様学校の茉莉花（まつりか）高校2年。主人公と同じ進学塾に通っていることが2人の接点となっている。
シチュエーション：春の公園。芝生の上で爽香に膝枕をしてもらう。
耳掃除 (ASMR) に使用する装備：特製綿棒
収録トラック
- 1. 膝枕、してみる？
- 2. キミと出会えて
- 3. 私の事が気になるのかな？
- 4. 右みみをこしょこしょ
- 5. 左みみもこしょこしょ
- 6. 今はこれだけでがまんしておくね……

規格品番：BOOST-036

### おひざで寝るの! (estate intermezzo)
ヒロイン：涼原星夜(CV/伊藤静)。柊東高校2年。女子サッカー部所属。主人公が女子サッカー部の臨時のマネージャーを務めている。
シチュエーション：夏祭りの夜。ベンチで偶然会った星夜に膝枕をしてもらう。
耳掃除(ASMR)に使用する装備：夏祭りの屋台のくじ引きでゲットした耳掻き
収録トラック
- 1. 夏祭りといえば浴衣でしょ？
- 2. 膝枕から見えるのは？
- 3. はじめてのひと？
- 4. なるべく動かないでね？
- 5. これからもずっと……よろしくね？

規格品番：BOOST-037

### おひざで寝るの! (autunno intermezzo)
ヒロイン：木暮夕奈(CV/葉月絵理乃)。柊東高校三年。美術部所属。主人公が時折通る公園で絵を描いている先輩。
シチュエーション：秋の公園で夕奈のデッサンのモデルをしていた主人公の耳元を虫が飛び、夕奈に膝枕をしてもらって耳の中を確認してもらう。
耳掃除 (ASMR) に使用する装備：コイル式耳掻き
収録トラック
- 1. 察しがわるいなぁ
- 2. しかたないなぁ
- 3. だめだなぁ
- 4. 嬉しくなっちゃうなぁ
- 5. 気が合いますなぁ
- 6. ふやしていきたいなぁ

規格品番：BOOST-038

### いっしょにいるの! (inverno intermezzo)
この作品のみタイトルが異なり、耳掃除 (ASMR) もない。
ヒロイン：風花つとめ(CV/中田順子)。柊東高校1年。箱入り娘の後輩。
シチュエーション：冬。つとめ の家で催されたクリスマスパーティーの後、つとめ と添い寝する。
収録トラック
- 1. 寝てしまった先輩を、見ていました
- 2. 先輩をひざ枕、してみました
- 3. あの日のお昼休みが、先輩との出会いです
- 4. 先輩のこと、サンタクロースさんにお伝えしますね
- 5. 先輩への愛情なら、誰にも負けておりません
- 6. もっと、先輩に近づきたくなったんです
- 7. 私は、先輩がほしいです......

規格品番：BOOST-039

## スタッフ
- Producer & Director - 佐藤大介
- Scenario - たけうちこうた
- Illustration - 水瀬凛
- Sound Director - 三浦妙子
- Engineer & Mastering - 古賀清孝
- Assistant Engineer - 青山優
- Recording Studio - ASGARD Studio
- Design - 寺尾一恵
- Web Design - 三枝誠
- Image Song - MOSAIC.WAV「睡眠時☆胸キュン☆症候群」